# Концепт-арт
Концепт-арт (енгл. concept art) представља форму илустрације која се користи за преношење идеја у области филма, видео-игара, анимације, стрипа или других медија, пре реализације крајњег производа. Обично се односи на илустрације фиктивних светова на основу којих се развијају медијски производи. Иако сличан, концепт-арт не треба поистовећивати са визуелним развојем или концептуалним дизајном. 
Концепт-арт се развија у неколико наврата. Разматра се више решења пре одабира финалног дизајна. Он се не користи само за развој дела, већ и као показатељ напретка пројекта директорима, клијентима и инвеститорима. Након завршетка производа, концепт-арт се може преобликовати и користити као рекламни материјал.